# توده‌کوه آرابیکا

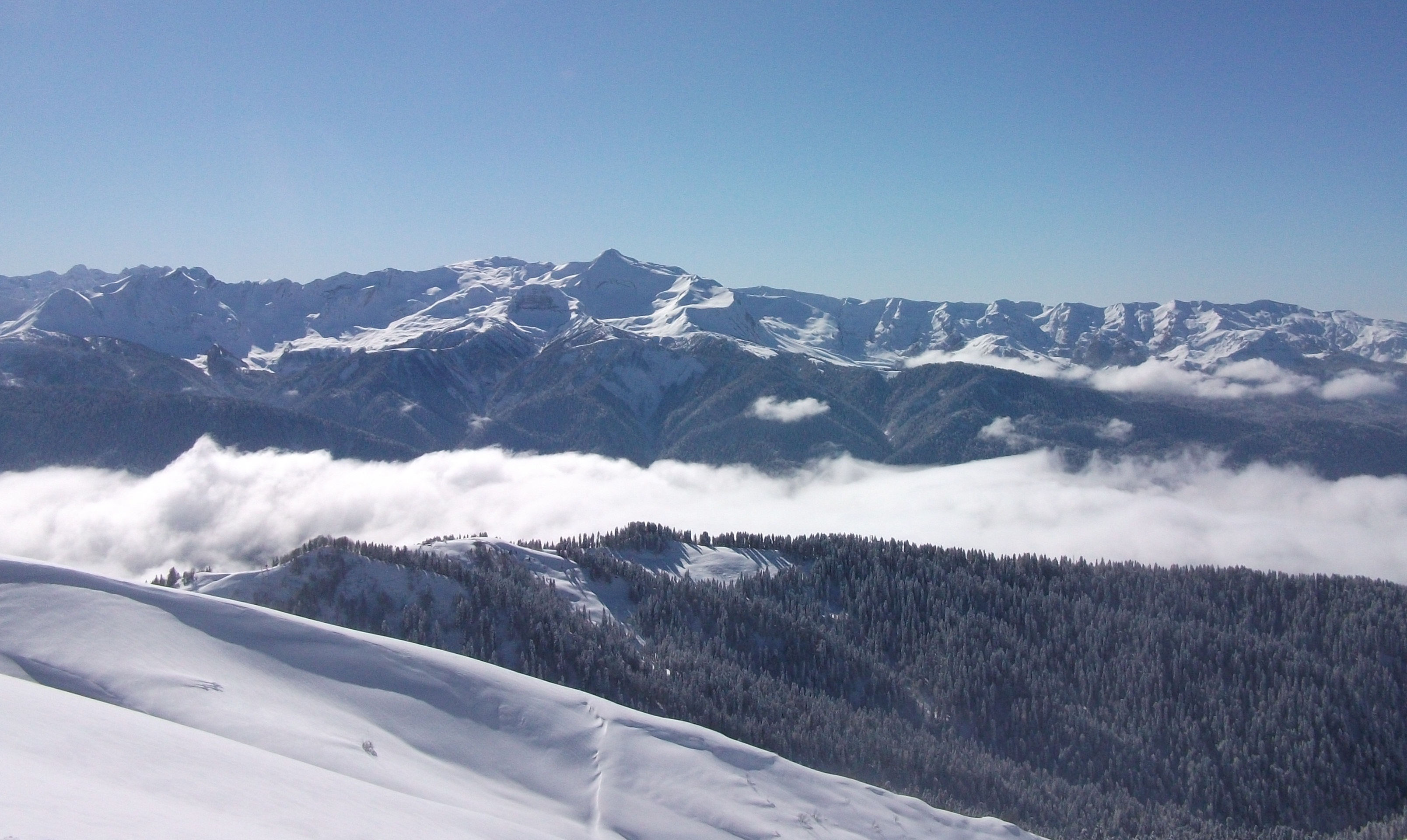
نمای توده‌کوه آرابیکا از سوی پشته آیبگا.

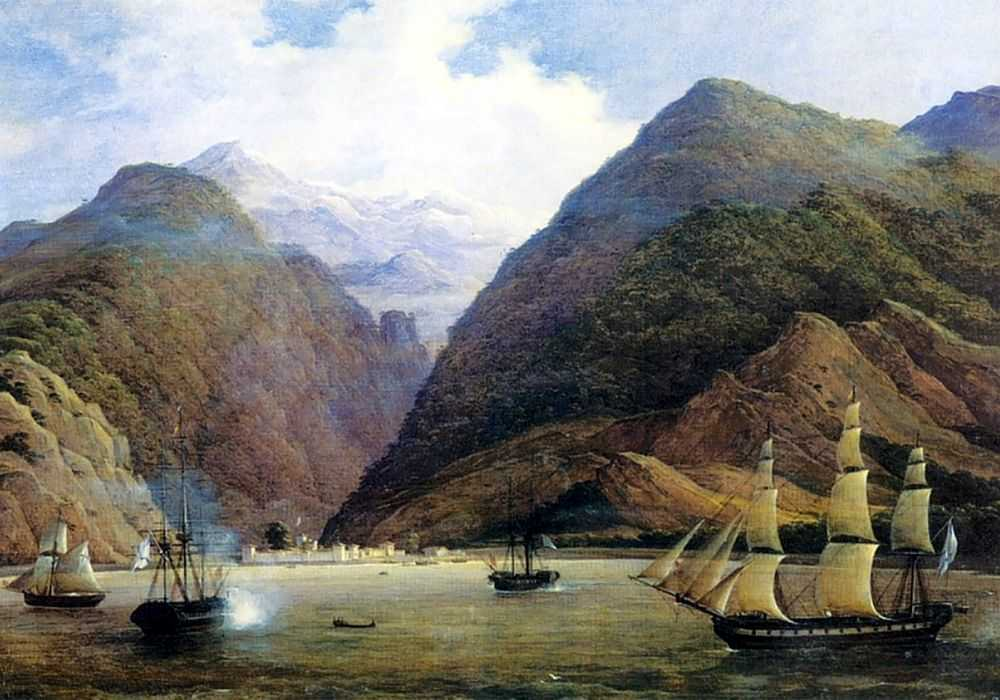
نمای توده‌کوه آرابیکا از سوی دریای سیاه در میانه‌های سده نوزدهم.

توده‌کوه آرابیکا (انگلیسی: Arabika Massif) بخشی است از کوهستان گاگرا واقع در قفقاز غربی در جمهوری آبخاز گرجستان. این توده‌کوه، به طول ۱۳ کیلومتر، و در نزدیکی شهر گاگرا واقع شده و بلندترین نقطه آن ۲۶۶۱ متر ارتفاع دارد.
توده‌کوه آرابیکا یک برونزد کارستی است که یخچال‌های طبیعی در قدیم سطح آن را فرسوده‌اند. محدوده آرابیکا بسیار جنگلی و سرسبز است که پوشش گیاهی آن، مخروطیان و دیگر انواع درخت‌ها را دربر می‌گیرد. توده‌کوه آرابیکا غارها، دره‌ها، پرتگاه‌ها و چاه‌های مختلفی را در خود جای داده که در میان آن‌ها غار کروبرا (غاز ورونیا) است که عمیق‌ترین غار جهان به‌شمار می‌رود. عوارض جغرافیایی این منطقه برای نخستین بار در سال ۱۹۰۹ توسط الکساندر کروبر بررسی شد.